# 王雅繁
王雅繁（1994年4月30日—），中国女子网球员。大滿貫最佳紀錄是2024年澳網女單第三圈。
南京人，9歲開始打球，師隨鮑勤，為南京市培養球員，13歲加入北京隊，17歲與北京一俱樂部簽約，20歲（2015年1月）師隨鄭潔的丈夫兼教練張宇加入四川隊。

## 參賽紀錄
- 2015年澳網（1月）女單資格賽第三輪，敗於賈貝烏爾[7]
- 2015年法網（5月）女單資格賽第二輪，敗於扎內夫斯。[8]
- 2015年温網（6月）女單資格賽第三輪，敗於帕謝克[9]
- 2015年温網（6月）女雙正賽第一圈，敗於勞倫·戴維斯和奈良久留美組合
- 2015年美網（8月）女單資格賽第二輪，敗於奧丁[10]
- 2015年武漢公開賽（9月，WTA新制二等賽）女單資格賽第二輪，敗於科瓦尼奇[11]
- 2015年中國公開賽（10月，WTA新制一等賽）女單資格賽第二輪，敗於莫妮卡.普伊赫[12]
- 2015年中國公開賽（10月）女雙四強，敗於辛吉斯、米爾扎組合。[13]。
- 2016年澳網（1月）資格賽三輪通過，生涯首次闖入大滿貫正賽[14]。正賽第一圈敗於瑪麗亞·薩卡里。
- 2019年3月，于阿卡普尔科公开赛获得个人WTA首冠。
- 2020年1月，澳網首輪不敵艾莉森·芮絲克[15]

## 引用來源
1. 1 2   （页面存档备份，存于） , WTA official website.
2. ↑  
Single Rankings, Country: China （页面存档备份，存于）, WTA official website.
3. ↑  「南京培養的三朵小花中，只有孫子玥一人還留在江蘇省網球隊，尤曉迪已經被廣東隊「挖」走，王雅繁則加盟了北京隊。」《南京小花 成中國女網希望》，2014-01-24，南方都市網轉載南京日報[永久]。
4. ↑  《孫子玥輸球後抱著母親痛哭》，2013年10月30日。鳳凰網轉載《金陵晚報》 （页面存档备份，存于）。
5. ↑  「她現在在北京的一傢俱樂部練球，俱樂部負責她所有的訓練與參賽計劃，給她安排專門的教練，也負擔她所有的參賽費用......作為俱樂部簽約球員，王雅繁的參賽獎金和未來可能獲得的贊助，當然也要上交部分給俱樂部。」《網球小花綻放的背後——除了體制「內外」還有邊緣地帶》，作者：竇俊、張志韜、黎湛均，報社：南方都市報AA30頁，2014年9月18日 （页面存档备份，存于）。
6. ↑  「鄭潔出任四川省網管中心副主任後......她為四川網球物色到了一名極有潛力的選手———20歲的王雅繁。王雅繁是南京人，去年在北京跟著鄭潔、張宇訓練，去年9月以外卡身份殺入廣州網球賽半決賽後，世界排名已經從原來的261位上升到180多位，拿到了今年澳網單打資格賽的參賽資格。鄭潔透露，王雅繁今年已經轉到四川隊。」《鄭潔當主任看好20歲王雅繁 帶其到澳網開眼界》，2015年1月21日。鳳凰網轉載《成都商報》 （页面存档备份，存于）。
7. ↑  
《澳網資格賽王雅繁吞完敗 劉方舟遭逆轉無緣正賽》，搜狐體育，2015-01-17 （页面存档备份，存于）
8. ↑  
《法網資格賽開打 中國小花全軍覆沒》，人民網轉載《北京青年報》，2015年5月22日 （页面存档备份，存于）。
9. ↑  《溫網資格賽段瑩瑩徐一幡進正賽 王雅繁女雙晉級》，搜狐體育，2015-06-26。 （页面存档备份，存于）
10. ↑  
《美網資格賽張帥王雅繁慘遭逆轉 金花全軍覆沒網球騰訊體育》，網球騰訊，2015-08-28 （页面存档备份，存于）。
11. ↑  
武漢資格賽王雅繁徐一幡均告負 金花無人突圍，騰訊體育2015-09-26 （页面存档备份，存于）。
12. ↑  
中網資格賽王雅繁錯失次盤領先 吞完敗無緣正賽，新浪体育，2015年10月3日 （页面存档备份，存于）。
13. ↑  
梁辰 王雅繁止步中國網球公開賽女雙四強，光明日報網轉載北京日報，2015-10-10 （页面存档备份，存于）
14. ↑  《澳網資格賽王雅繁首進大滿貫正賽 朱琳張愷琳止步》，新浪體育，2016年1月16日。 （页面存档备份，存于）
15. ↑  . 新華網.   [2020-01-22]. （原始内容存档于2020-05-07）.